# Erythrina acanthocarpa
Erythrina acanthocarpa är en ärtväxtart som beskrevs av Ernst Meyer. Erythrina acanthocarpa ingår i släktet Erythrina och familjen ärtväxter. Inga underarter finns listade i Catalogue of Life.

## Bildgalleri

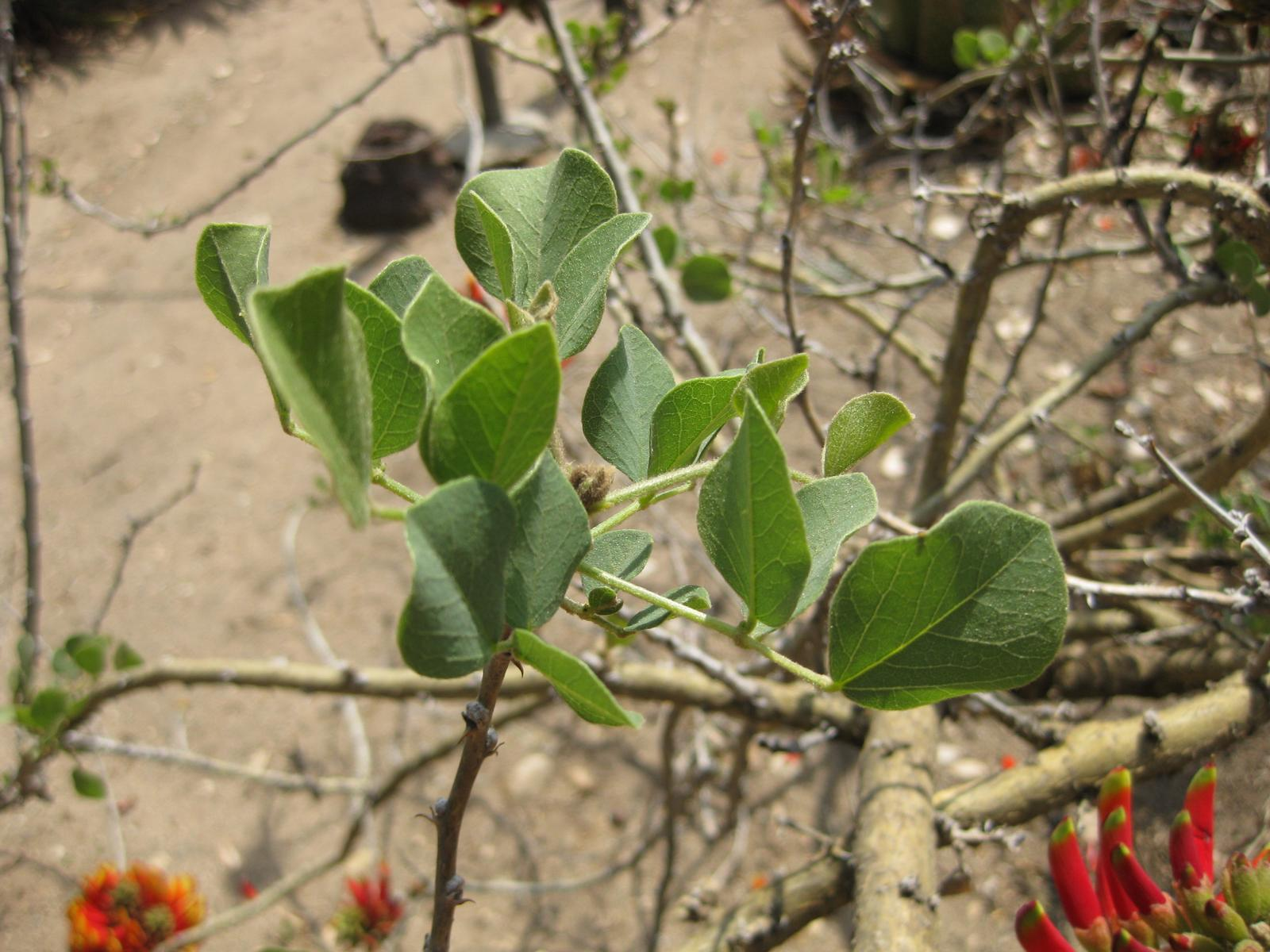
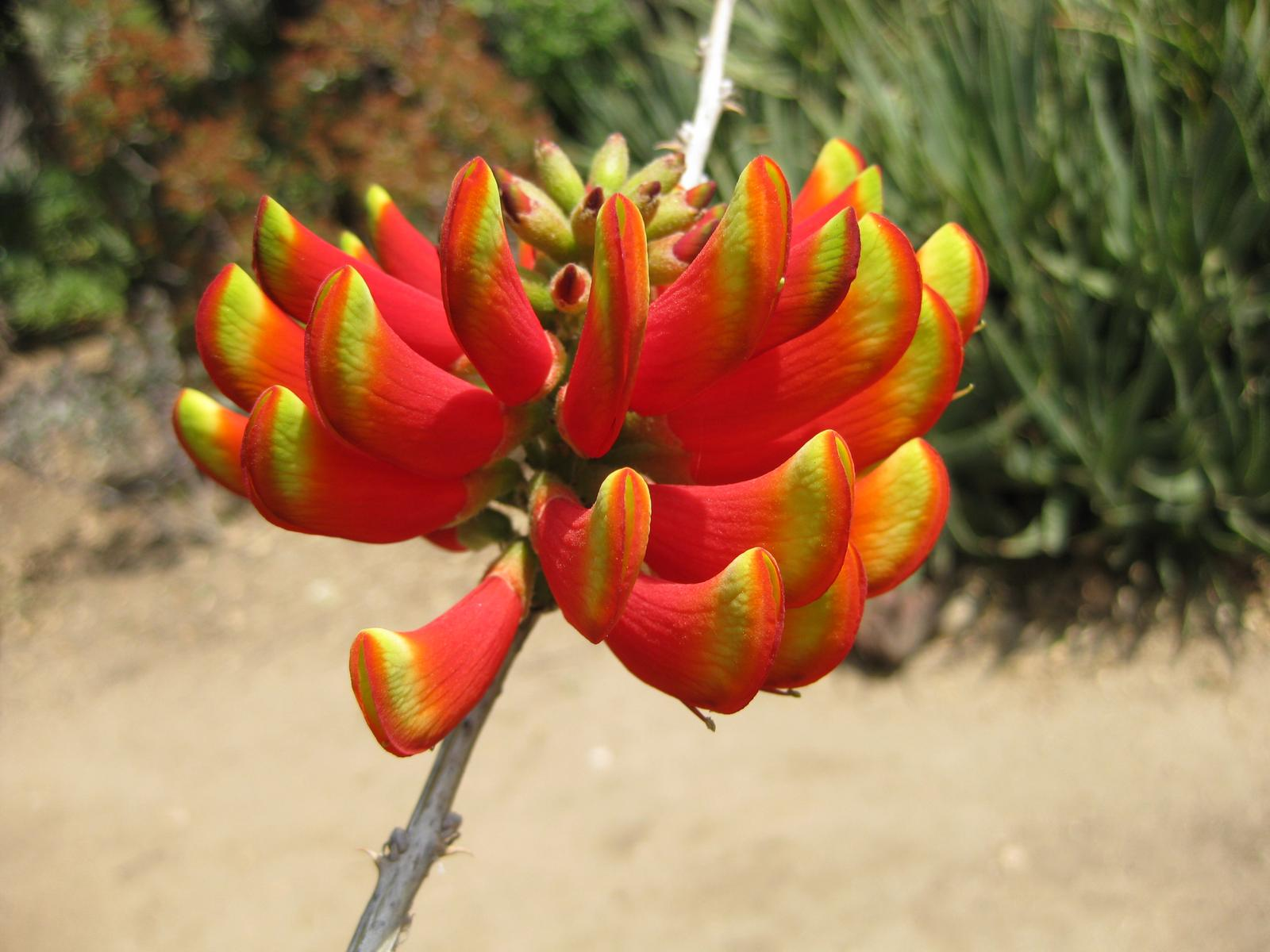
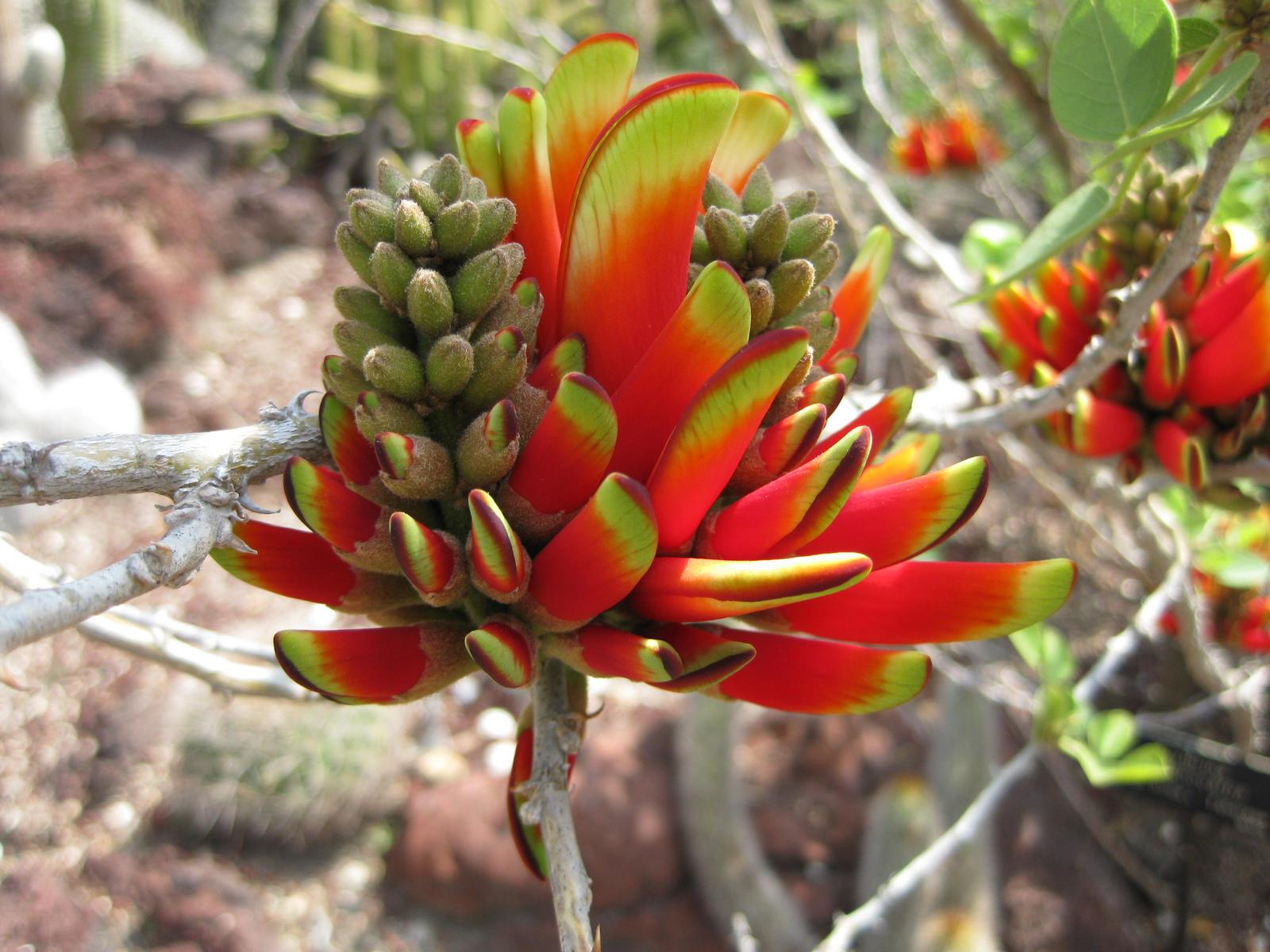